# Alfredo Tibiletti
Alfredo Tibiletti (Varese, 6 gennaio 1891 – Milano, 20 marzo 1928) è stato un ciclista su strada italiano, professionista dal 1905 al 1912.

## Palmarès
- 1910 (individuale, due vittorie)

Coppa Appennino
Giro dell'Umbria
- 1912 (individuale, due vittorie)

Circuito Lombardo-Emiliano
Coppa Manrico Pasquali

## Piazzamenti

### Classiche monumento
- Giro di Lombardia

1905: 11º
1909: 5º
1910: 12º
1912: 14º